# Harry Widener

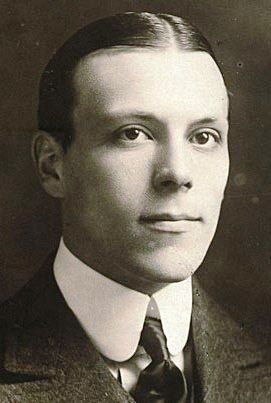
Harry Elkins Widener, Harvard Jahrbuch, Foto (1907/1909)

Harry Elkins Widener (* 3. Januar 1885 in Philadelphia, Pennsylvania, USA; † 15. April 1912 im Nordatlantik) war ein US-amerikanischer Buchsammler und Mitglied einer der wohlhabendsten und einflussreichsten Familien Philadelphias. Nach seinem Tod auf der Titanic wurde die Widener Library in seinem Andenken nach ihm benannt.

## Leben
Harry Widener wurde 1885 in Philadelphia als erstes Kind von George Widener (1861–1912) und dessen Frau Eleanor, geb. Elkins (1862–1937) geboren. Sein Vater war einer der reichsten Erben Philadelphias, da er das Vermögen seines Vaters Peter Widener geerbt hatte. George Widener hatte sich aber auch einen eigenen Namen als Präsident der Philadelphia Traction Company und als Direktor der Pennsylvania Academy of the Fine Arts gemacht. Harry Widener wuchs in Elkins Park, Pennsylvania auf. Die Wideners gehörten zu den damals prominentesten Familien Philadelphias und sammelten seit Generationen Bücher, Zeichnungen, Silber, Porzellan und anderes.
Harry Widener besuchte die Privatschule Hill School in Pottstown, Pennsylvania, von der er 1903 abging. Danach ging er nach Harvard, wo er 1907 seinen Abschluss machte. Er machte sich vor allem als Sammler von Büchern, Manuskripten und Zeichnungen einen Namen, da er ein großes Interesse an Kunst und Literatur hegte. Zu seiner Sammlung gehörten unter anderem ein Schreiben von William Shakespeare und eine Originalausgabe der zweibändigen Gutenberg-Bibel. Außerdem besaß er Werke von Charles Dickens, Robert Louis Stevenson, George Cruikshank, William Makepeace Thackeray, Charlotte Brontë und William Blake. Er war Mitglied des Grolier Club und der Bibliophile Society und stand in engem Kontakt mit den Buchsammlern und Antiquare Abraham Simon Wolf Rosenbach aus Philadelphia und Luther Livingston aus New York.

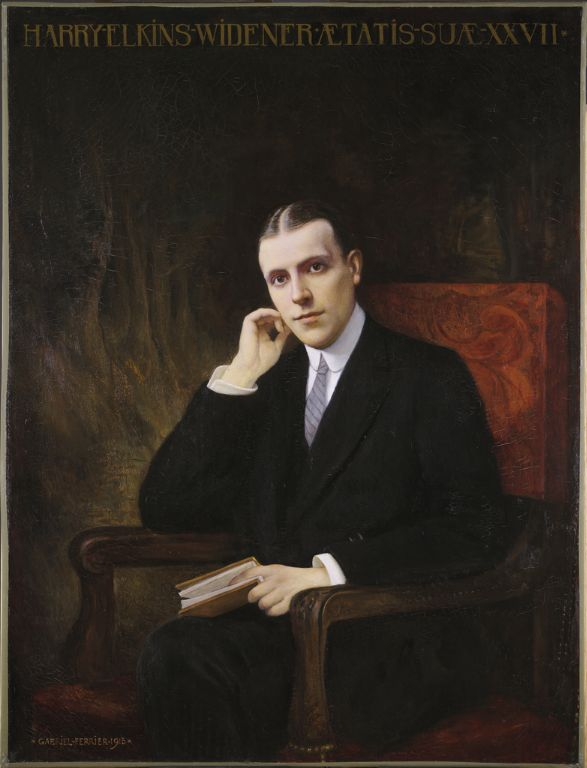
Harry Elkins Widener (Gabriel Ferrier, 1913)

Im Frühjahr 1912 reiste Widener nach England, um dort Bücher zu kaufen. Unter den von ihm erstandenen Büchern befand sich eine Ausgabe von Francis Bacons Essayes: Religious Meditations. Places of Perswasion and Disswasion aus dem Jahr 1597. Am 10. April 1912 ging er in Southampton zusammen mit seinen Eltern George und Eleanor als Passagier an Bord der Titanic, um in die USA zurückzukehren. Die Titanic war das bis dahin größte Schiff der Welt und legte zu ihrer Jungfernfahrt nach New York ab. Die Familie belegte die benachbarten Kabinen B-80 und B-82. Die Gruppe wurde von George Wideners Dienstboten Edwin Keeping und Eleanor Wideners ostpreußischem Dienstmädchen Amalie Gieger begleitet. Am Abend des 14. April gaben Wideners Eltern im À-la-carte-Restaurant des Schiffs eine Dinnerparty zu Ehren von Kapitän Edward Smith, an der auch Harry Widener teilnahm.
Nach der Kollision mit dem Eisberg brachten Widener und sein Vater George die Mutter zum Rettungsboot Nr. 4 auf der Steuerbordseite. Dort traf er mit dem Automobilfabrikanten William E. Carter zusammen, dessen Familie in dasselbe Boot stieg. Zu Carter sagte er: „Ich glaube, ich bleibe bei diesem großen Schiff, Billy, und riskiere die Chance.“ Harry Widener und sein Vater kamen bei dem Untergang ums Leben. Ihre Leichen wurden nie gefunden. Nach seinem Tod spendete seine Mutter 3.500.000 US-Dollar (entspricht 2023 ca. 80 Millionen) für ein Gebäude auf dem Gelände der Harvard University, das die Büchersammlung ihres Sohns beherbergen sollte. Daraus entwickelte sich die Harry Elkins Widener Memorial Library, die am 24. Juni 1915 eröffnet wurde. Die Bibliothek besteht in ihrer Funktion bis heute. Die von Widener noch persönlich zusammengetragene Sammlung beläuft sich auf etwa 3300 Exemplare, die im Harry Elkins Widener Memorial Room der Widener Bibliothek aufbewahrt werden.